# Super League (Malawi)
Die Super League (auch: TNM Super League) ist die höchste Spielklasse des nationalen Fußballverbands von Malawi und wurde 1986 gegründet.
Rekordsieger ist der Nyasa Big Bullets FC (ehemals Bata, Total Big und Bakili) mit 17 Titeln.

## Teilnehmer der Saison 2024
- Nyasa Big Bullets FC
- Silver Strikers FC
- Mighty Wanderers FC
- Civil Service United FC
- Karonga United FC
- Moyale Barracks FC
- MAFCO FC
- Kamuzu Barracks FC
- Mighty Tigers FC
- Chitipa United FC
- Dedza Dynamos FC
- Creck SC
- Mzuzu City Hammers FC
- FOMO FC
- Bangwe All Stars FC
- Baka City FC

## Meisterhistorie
- 1986: Bata Bullets (Blantyre)
- 1987: CIVO United (Lilongwe)
- 1988: MDC United (Blantyre)
- 1989: ADMARC Tigers (Blantyre)
- 1990: Limbe Leaf Wanderers (Blantyre)
- 1991: Bata Bullets (Blantyre)
- 1992: Bata Bullets (Blantyre)
- 1993: Silver Strikers FC (Lilongwe)
- 1994: Silver Strikers FC (Lilongwe)
- 1995: Limbe Leaf Wanderers (Blantyre)
- 1995/96: Silver Strikers FC (Lilongwe)
- 1996/97: Telecom Wanderers (Blantyre)
- 1997/98: Telecom Wanderers (Blantyre)
- 1998/99: Bata Bullets (Blantyre)
- 1999/2000: Bata Bullets (Blantyre)
- 2000/01: Total Big Bullets (Blantyre)
- 2001/02: Total Big Bullets (Blantyre)
- 2002/03: Bakili Bullets (Blantyre)
- 2004: Bakili Bullets (Blantyre)
- 2005/06: Big Bullets (Blantyre)
- 2006: MTL Wanderers (Blantyre)
- 2007: ESCOM United FC (Blantyre)
- 2008: Silver Strikers FC (Lilongwe)
- 2009/10: Silver Strikers FC (Lilongwe)
- 2010/11: ESCOM United FC (Blantyre)
- 2011/12: Silver Strikers FC (Lilongwe)
- 2012/13: Silver Strikers FC (Lilongwe)
- 2013/14: Silver Strikers FC (Lilongwe)
- 2014: Big Bullets (Blantyre)
- 2015: Big Bullets (Blantyre)
- 2016: Kamuzu Barracks FC (Blantyre)
- 2017: Be Forward Wanderers (Blantyre)
- 2018: Nyasa Big Bullets FC (Blantyre)
- 2019: Nyasa Big Bullets FC (Blantyre)
- 2020/21: Nyasa Big Bullets FC (Blantyre)
- 2022: Nyasa Big Bullets FC (Blantyre)
- 2023: Nyasa Big Bullets FC (Blantyre)
- 2024: Silver Strikers FC (Lilongwe)